# Gabinete do Médico Legista-Chefe de Nova Iorque
O Gabinete do Médico Legista-Chefe de Nova Iorque (em inglês:  Office of Chief Medical Examiner of the City of New York) (OCME) é um departamento do governo da cidade que investiga casos de pessoas que morreram na cidade de Nova Iorque devido à violência criminal; por acidente ou suicídio; repentinamente, quando em aparente boa saúde; quando desacompanhado por um médico; em uma instalação correcional; ou de qualquer maneira suspeita ou incomum. O OCME também investiga quando é feito um pedido de acordo com a lei para uma licença para cremar o corpo de uma pessoa falecida.

## História

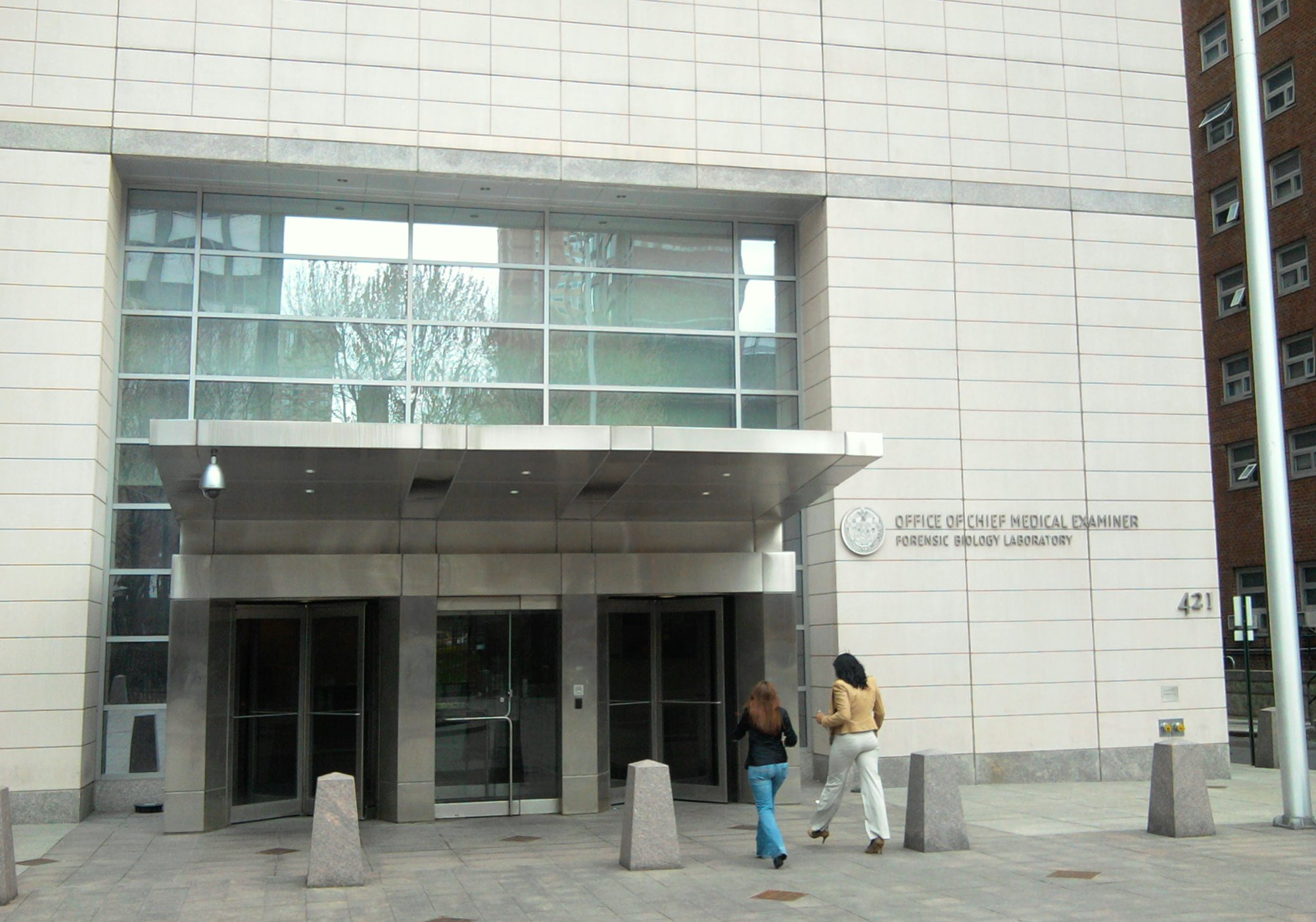
Laboratório de Biologia Forense

O escritório foi estabelecido em 1 de janeiro de 1918, de acordo com uma lei de 1915 da Legislatura do Estado de Nova Iorque que aboliu o cargo de médico legista da cidade de Nova Iorque. O médico legista-chefe é nomeado pelo prefeito. Patrick D. Riordan foi o último legista e o primeiro examinador médico em exercício de 1 de janeiro de 1918 a 1 de fevereiro de 1918, quando Charles Norris foi nomeado pelo prefeito como o primeiro médico legista-chefe oficial da cidade de Nova Iorque.
O OCME fornece aos cidadãos da cidade de Nova Iorque serviços essenciais diretamente, identificando a maneira e a causa da morte em casos específicos, além de fornecer análises de DNA forense de última geração por meio do Laboratório de Biologia Forense do OCME.
Esses serviços incluem investigação no local sobre a forma e a causa da morte; identificação de restos mortais; realização de autópsias; realização de testes de DNA relacionados à identificação de restos mortais; exame de homicídio, agressão sexual e outras evidências de crime coletadas pelo Departamento de Polícia para extração e tipagem de DNA; e responder a desastres que envolvam fatalidades como parte de uma equipe multidisciplinar de agências municipais.

## Lista de médicos legistas-chefes
| No. | Nome                  | Início do mandato      | Término do mandato     |
| --- | --------------------- | ---------------------- | ---------------------- |
|     | Patrick D. Riordan    | 1 de janeiro de 1918   | Fevereiro de 1918      |
| 1   | Charles Norris        | 1 de fevereiro de 1918 | 1935                   |
| 2   | Thomas A. Gonzales    | 1935                   | 1954                   |
| 3   | Milton Helpern        | 1954                   | 1974                   |
| 4   | Dominick DiMaio       | 1974                   | 1978                   |
| 5   | Michael Baden         | 1978                   | 1979                   |
| 6   | Elliot M. Gross       | 1979                   | 1987                   |
| 7   | Beverly J. Leffers    | 1987                   | 1989                   |
| 8   | Charles Sidney Hirsch | 1989                   | 6 de fevereiro de 2013 |
|     | Barbara Sampson       | 6 de fevereiro de 2013 | 9 de dezembro de 2014  |
| 9   | Barbara Sampson       | 10 de dezembro de 2014 | Titular                |

## Sistema Unificado de Identificação de Vítimas
Após as inúmeras mortes resultantes dos ataques de 11 de setembro na cidade de Nova Iorque e da queda do voo 587 da American Airlines, o OCME desenvolveu o Sistema Unificado de Identificação de Vítimas (UVIS). Um sistema de banco de dados habilitado para Internet, destina-se a lidar com funções críticas de gerenciamento de fatalidade no caso de um grande desastre com várias mortes. Ele também tem funcionalidade para permitir que o OCME responda a uma pandemia de influenza.